# شون لوري
شون لوري (بالإنجليزية: Seán Lowry)‏ هو لاعب كرة القدم الغالية أيرلندي، ولد في 24 فبراير 1952 في Ferbane ‏ في جمهورية أيرلندا.